# Крест Хил (Илиноис)
Крест Хил (енгл. Crest Hill) град је у америчкој савезној држави Илиноис. По попису становништва из 2010. у њему је живело 20.837 становника.

## Демографија
Према попису становништва из 2010. у граду је живело 20.837 становника, што је 7.508 (56,3%) становника више него 2000. године.
| Група             | 2000.         | 2010.          |
| Белци             | 9.246 (69,4%) | 11.800 (56,6%) |
| Афроамериканци    | 2.606 (19,6%) | 4.537 (21,8%)  |
| Азијати           | 150 (1,1%)    | 516 (2,5%)     |
| Хиспаноамериканци | 1.174 (8,8%)  | 3.732 (17,9%)  |
| Укупно            | 13.329        | 20.837         |